# 氷点
『氷点』（ひょうてん）は、三浦綾子の小説。『朝日新聞』朝刊に1964年12月9日から1965年11月14日まで連載され、1965年に朝日新聞社より刊行された。また、続編となる『続氷点』が1970年5月12日から1971年5月10日まで連載され、1971年に朝日新聞社より刊行された。
連載終了直後の1966年にテレビドラマ化および映画化され、以降繰り返し映像化されている。

## 概要
1963年に朝日新聞社が、大阪本社創刊85年、東京本社創刊75周年を記念する事業として懸賞小説を募集した時の入選作品である。賞金は当時としては破格の1000万円であり、募集要領には「既成の作家、無名の新人を問わない」とあったが、実際に無名であった三浦の作品が入選したことは大きな話題となった。なお、挿絵は福田豊四郎が担当した。
継母による継子いじめ、義理の兄妹間の恋愛感情などの大衆的な要素を持つ一方、キリスト教の概念である「原罪」が重要なテーマとして物語の背景にある。続編のテーマは罪に対する「ゆるし」であり、これらのテーマには三浦の宗教的な立場が色濃く反映されている。
物語の舞台となった旭川市の外国樹種見本林には、三浦綾子記念文学館があり、本作の資料も数多く展示されている。

## あらすじ

### 『氷点』
昭和21年（1946年）、旭川市在住の医師辻口啓造は、妻の夏枝が村井靖夫と密会中に、佐石土雄によって3歳の娘ルリ子を殺される不幸に遭う。啓造は夏枝を詰問することもできず、内に妬心を秘める。ルリ子の代わりに女の子が欲しいとねだる夏枝に対し、啓造はそれとは知らせずに殺人犯佐石の娘とされる幼い女の子を引き取る。女の子は陽子と名付けられ、夏枝の愛情を受けて明るく素直に育つ。
陽子が小学1年生になったある日、夏枝は書斎で啓造の書きかけの手紙を見付け、その内容から陽子が佐石の娘であることを知る。夏枝は陽子の首に手をかけるが、かろうじて思いとどまる。しかし、もはや陽子に素直な愛情を注ぐことが出来なくなり、給食費を渡さない、答辞を書いた奉書紙を白紙に擦り替えるなどの意地悪をするようになる。一方の陽子は、自分が辻口夫妻の実の娘ではないことを悟り、心に傷を負いながらも明るく生きようとする。
辻口夫妻の実の息子である徹は、常々父母の妹に対する態度を不審に思っていたところ、両親の言い争いから事の経緯を知る。両親に対するわだかまりを持ちつつ、徹は陽子を幸せにしたいと願う。その気持ちは次第に異性に対するそれへと膨らむが、陽子のために自分は兄であり続けるべきだという考えから、大学の友人である北原邦雄を陽子に紹介する。
陽子と北原は互いに好意を持ち、文通などで順調に交際を進める。しかし、陽子が高校2年生の冬、夏枝は陽子の出自を本人と北原に向かって暴露し、陽子は翌朝自殺を図る。その騒動の中、陽子の本当の出自が明らかになる。
表題の「氷点」は、何があっても前向きに生きようとする陽子の心がついに凍った瞬間を表している。その原因は、単に継母にひどい仕打ちを受けたという表面的なものではなく、人間が生まれながらにして持つ「原罪」に気付いたことであると解釈される。

### 『続氷点』
一命を取り留めた陽子であったが、実の父親が佐石ではないと聞かされても心が晴れないばかりか、不倫の関係であった実の両親やその結果生まれた自分に対して複雑な感情を抱く。徹は陽子の実母三井恵子に会い、陽子の近況を告げる。動揺した恵子は車の運転を誤り、事故を起こす。その経緯に不審を抱いた恵子の次男達哉は、大学で母にそっくりな陽子に出会う。事の真相に近付いた達哉は冷静さを失い、無理に陽子を恵子に会わせようとするが、それを阻もうとする北原を車で轢いてしまう。作中最後の場面で陽子は、夕日に照らされた真赤な流氷を見ながら、人間の罪を真に「ゆるし」得る存在について思いを馳せる。

## 登場人物
辻口陽子
辻口家の養女（表向きは実子）。当初「佐石の娘」とされており、養父に妻への復讐の道具として引き取られたが、実際は無関係であった。三井恵子と中川光夫の非嫡出子（庶子）で、いわゆる不義の子。
芯が強く明るく素直、慈悲深く自己を律する模範的な性格の持ち主。独立心が強く努力家でもある一方で、人に対して頑なで、気性の激しい一面も見受けられる。
肩まで垂らした黒髪、生き生きとした何かが絶えず燃えている様な瞳の魅力的な美人で、伸びきった美しい肢体や物腰から声音まで実母に酷似している。幼少期は形のいい濃い眉が偶然にも佐石とそっくりであった。
啓造に言わせると幼い頃から「気味が悪いくらい善意に満ち溢れた子供」であり、他人の悪意をも善意に受け取る屈託のない少女。自分は常に正しくありたいという少女特有の傲慢な思いで養母の虐めに耐えてきたが、その姿勢こそが夏枝を悪人に見せる原因とも言える。自殺未遂を起こした後、自分自身の罪と向き合う様になる。自殺を図るまで他人を憎む事に否定的だったが、出生の事実を知った後、実母の恵子と夏枝を疎むようになる。
読書と勉強が好きで幼少期から一貫して学業に優秀。養父母を除いた周囲の人々から純粋に愛され慕われている。本人曰く、南瓜と薩摩芋が好物。
辻口啓造
夏枝の夫で陽子の養父。徹とルリ子の実父。
病院の経営者兼内科医として社会的に高い地位にあり、温厚柔和な人格者で通っているが、俗物的な内面を持つ。生来嫉妬深く、生真面目で神経質、自己を常に抑圧しており自罰的な傾向が強い。
座右の銘である「汝の敵を愛せよ」を建前に、村井との逢瀬にかまけて娘を死に追いやった妻への復讐として佐石の娘とされる陽子を引き取った。幼い頃の陽子を生理的に拒否するが、美しく成長した彼女を異性として意識、独占感情を芽生えさせた。素性を知ってからも尚、徹と陽子の交際には難色を示している理由はここにある。
陽子が小学2年生の時に、洞爺丸事故で九死に一生を得る。その際に出会った宣教師が自分の命を省みずに他人に救命具を与えたことに心を打たれ、キリスト教に興味を抱く。後に順子の告白を切っ掛けに教会へ出入りするようなった。
辻口夏枝
啓造の妻で陽子の養母。徹とルリ子の実母で啓造の北大時代の恩師の娘。旧姓は津川。
家事万能かつ教育熱心、細やかな気遣いで表向きこそ評判のいい上流階級の婦人。本性は、夫の啓造が「他人を思いやる本当の優しさが欠落している」と指摘するように、自己本位で我儘、相当自己中心的である。
母親を早くに亡くし、父子家庭で甘やかされて育つ。父親が教授職、夫は内科医という環境におり、現在に至るまで裕福で不自由な思いをした経験がない。
深く考えないまま村井との密会を楽しみ、娘のルリ子を邪険に追い出したことが、のちの悲劇の遠因となる。真実を知ってからは、無償の愛情を注いだ陽子にも子供じみた嫌がらせを繰り返した。高木医師の告白で陽子の素性を知り、彼女にそれまでのことを償おうとするが、陽子の美貌と屈託のない性格に変わらず嫉妬心を抱く。
北国育ちの色白、細面の若々しい和服美女だが自身の美貌に自惚れている。美醜で他人を判断しており、長い療養生活で体のむくんだ村井を嫌悪するが、元の体格に戻るといそいそと受け入れようとしたこともある。
辻口徹
辻口家の長男。陽子の五つ上の義兄。北海道大学医学部の学生。
父親に似た神経質な顔立ちの繊細な容貌の青年。正義感と道徳心が強い一方で、病院の跡取り息子として何不自由したことがない故、世間知らずかつ女々しい。
幼い頃から妹の陽子を可愛がってきたが、成長して行くにつれて恋情を抑えられなくなってゆく。義妹に対する独占感情に悩まされながらも、葛藤の末自分の思いを陽子に伝える。彼女の実の兄弟の存在を知った際には「陽子の兄であり恋人という地位」を脅かす存在として複雑な心境を見せる。
幼い頃から学業優秀な模範生。父親の手解きで独逸語に習熟。両親の口論から辻口家の秘密を知り、反発して高校入試を一度ボイコットしている。
辻口ルリ子
辻口夫妻の長女。わずか3歳にして佐石に殺される。父親の啓造に似て厚ぼったい瞼と神経質な雰囲気を持つ反面、人懐っこい少女。
北原邦雄
北海道大学理学部の院生。大学寮のルームメイトかつ友人の徹とは同年齢だが、一学年上。
千島からの引き揚げ者で父子家庭で育った。実家は滝川で肥料を取り扱う会社。妹みち子は後に東京に嫁いでいる。
妹への独占感情を危惧した徹の紹介によって陽子と知り合い、彼女を真摯に愛する好青年。お互いに最も近しい間柄と認め合うが、陽子の自殺未遂後、徹への遠慮などから一時疎遠になる。又、作中の男性陣の中で唯一、夏枝の誘惑に惑わされない人物であり、不倫というものに嫌悪感を示している。
浅黒い肌の爽やかな印象の人物。年齢よりもやや年上にみられることが多い。好物はカレーライス。
高木雄二郎
啓造の大学時代からの親友。産婦人科医で作中前半では嘱託で乳児院に勤めていたが後に独立した。
熊にも例えられる、大柄な医者に見えない風貌の人物。
学生時代に夏枝に求婚して断られた経緯があるが、その後も辻口家と交流がある。豪放磊落な頼りがいのある人物だが、実は物事をかなり繊細に考え、周囲を気遣っている。佐石の娘を引き取りたいという啓造に対し、表向き承諾した振りをしながら知人の女児を引き取らせた。
女手一つで育てた茶道の師匠である母親に遠慮して、長らく独身を貫いてきたが、後に37歳の未亡人の郁子と再婚。彼女の連れ子の男子二人を実子同然に可愛がる。
藤尾辰子
夏枝の女学校時代からの友人。資産家の一人娘。花柳流の名取りで日本舞踊の師匠。自宅で研究所を開いている。
きっぷのよい性格で人望があり、傍若無人な物言いの中にも温かみがある。彼女の家には常に雑多な人々が集まって、一種のサロンを形成している(夏枝は自らの美貌を讃えることがない「茶の間の連中」を毛嫌いしている)。陽子を可愛がり、のちに養子にしたいとまで申し出るが、それを表すまいとそっけない態度を装う。
若い頃に人知れずマルキストと恋仲になって、相手の男子を生んで死なせた経験を持ち、その後独身を通している。親しみ易い丸顔の和服美人。
村井靖夫
辻口病院に勤務する優秀な眼科医。長身の彫りの深い映画俳優のような二枚目だが、虚無的で投げやりな所から啓造とは水と油。高木とは遠縁に当たるが、性格と容貌は似ても似つかない。
博打打で女性にだらしないが夏枝に恋慕しており彼女にアプローチする一方で、松崎由香子に関係を強要する。
ルリ子の死の直後に結核が発覚。洞爺湖の診療所で7年間の療養、高木の推薦で復職した。高木の知人女性の咲子と結婚して二女をもうけるが、その結婚生活も破綻する。
事あるごとに辻口家の平穏を掻き乱し、幼いルリ子が死に追い込まれた悲劇の原因たる張本人。
松崎由香子
辻口病院の事務員で、啓造に憧れを抱いている。夏枝に近付く村井に釘をさすが、それを逆手に取った彼に肉体関係を迫られる。思い悩んだ末に啓造に告白し、直後に失踪。約十年後、盲目となりマッサージ師をしているところを豊富温泉で啓造と再会。辰子と打ち解け合い、彼女の家に引き取られる。
樺太からの引き揚げ者で兄が結婚して以来、天涯孤独の身の上。可愛らしい容貌の女性。
佐石土雄
ルリ子を殺した犯人。享年35。
関東大震災で両親を失い、伯父に引き取られるが、16歳でタコ部屋に売られる。内縁の妻が女児出産とともに死亡し、育児と日雇い労働で日々を過ごしていた。発作的に行きずりのルリ子の首を絞め、自身も留置所で首を吊る。過酷な経歴によるものか若干老けて見えるものの、意外に端正な容姿の持ち主。
三井恵子
陽子の実母。夫の出征中に、札幌の実家に下宿していた中川光夫と不倫の末、女児を出産。中川は陽子が生まれる前に心臓麻痺で死に、恵子は陽子を育児院に預けた。夫との間には二人の男子がいる。
夏枝が圧倒される程、陽子に酷似した若々しい美貌と優雅かつ洗練された物腰に加えて妖しい魅力の持ち主。
三井潔
恵子の長男。陽子の異父兄で容貌と性格共に、父親の弥吉に酷似しておりウェーブの掛かった髪と面長な顔の青年。常識人で達哉の言動に手を焼いている。実の妹と知らずに陽子と面識を得る。
三井達哉
恵子の次男。陽子の一つ下の異父弟で北海道大学の理類の学生。母の恵子を偶像視している。一年遅れて大学に入学した陽子と同学年になり、母に似ている彼女に興味を持って近付く。幼さが残る容貌の青年で顔立ちは父親似だが、感情的で粘着質なことから周囲から度々「異様」と評されることも多い。一途で激しい気性は恵子や陽子に通じるものがある。
三井弥吉
恵子の夫。小樽で海産物卸問屋の「三井弥吉商店」を経営している。戦時中、上官の命令により虐殺に加担した経験を持つ。妻の不貞を知りつつ、知らない振りをしてきた。終盤、その心境を綴った手紙を辻口家に送る。
相沢順子
佐石土雄とことの実子。4歳で薬局を営む相沢家に引き取られ、愛情深い養父母の元で育つ。現在は短大の保育科の学生。一見して何の悩みもなさそうな明るい娘。幼さが残る容貌に似合わず、思慮深く優しい女性。偶然に陽子や北原と友人になり、徹に好意を持つ。自らの出生を知り実父の佐石を憎んでいたが、キリストの贖罪により救われたと手紙で陽子に告白、自らの生き方に悩む陽子に大きな指標を与える。
黒江
辰子の自宅に出入りする文化人の集う「茶の間の連中」の一人。道立旭川西高校美術科の教師で陽子の高校時代の恩師。幼い頃から彼女を知る者の一人で陽子を気に入っており、かつては絵のモデルを依頼したこともあった。
咲子
村井の元妻。高木医師の知人の妹。虚無的で投遣りな村井に関心を抱き、互いに顔も知らないまま、結婚した。娘二人にも恵まれ、表面的には円満に見えたものの、不誠実な夫の姿に幻滅して離婚した。娘二人は辰子の日本舞踊研究所の生徒で親しい間柄。
次子
辻口家の住み込みの女中。控え目な人柄の女性。陽子が7歳の時に結婚が決まった後も近所に住み、辻口家に出入りする。陽子が養女であることは理解しており、徹が彼女を愛していることを案じていた。後に自身に代わって姪の浜子が辻口家に奉仕する様になった。
津川
夏枝の実父、徹とルリ子、陽子の祖父で、北海道大学医学部の内科の教授。啓造と高木の恩師。現在は引退、東京に勤務する医者の長男とその妻、夫妻の息子達と茅ヶ崎に暮らす。
｢内科の神様｣と呼ばれた温厚篤実な人格者で、若き啓造ら生徒にキリスト教の「汝の敵を愛せよ｣の教えの難しさを説いた。啓造を見込んで娘を嫁がせるが、「腹の底の知れないところがある」ことも見抜いていた。
孫の徹とは頻繁に連絡を取り合っており、陽子の自殺やそれに関わる辻口家の内情を知らされていた。後に、東京観光の序でに茅ヶ崎に訪れた陽子に夏枝の態度を謝罪している。

## 逸話
- 1963年の元旦、三浦綾子は懸賞小説を募集する朝日新聞の社告を読み、一晩であらすじを考えたという。最初に書いた部分は、小説では最後に登場する陽子の遺書であった[1]。『氷点』の題を付けたのは夫の光世であり、彼はまた批評をしたり写しを取ったりして綾子を支えた。原稿を発送したのは、締め切り日の大晦日であった[2]。
- 主人公の「陽子」の名前は、6歳で早世した綾子の実妹の名から取った[3][4]。
- 三浦夫妻は賞金を自分たちのためにほとんど使わなかった（大半は綾子の入院費用のために実父が作った借金返済と教会への寄付に充てられた）。作品がテレビドラマになったにもかかわらず、光世が許さずテレビさえ買わなかったという[2]。
- 新聞紙上の連載が終わりに近付くと、「ヨウコハシンデハナラナイ」という電報が、読者より朝日新聞東京本社に届く[5]。本来、陽子の生死は明らかにされないまま完結する予定だったが、「陽子を生かしてほしい」という要望があまりに多く『続・氷点』が書かれた。
- 日本テレビ系で放送されている『笑点』の番組名は、初代司会者である立川談志が『氷点』をもじって命名したとされているが、談志自身は別人が命名したと語っている。詳しくは「笑点」のページを参照のこと。
- 2010年9月には、旭川市の再開発事業「北彩都あさひかわ」の一環として新たに建設される橋の一つが「氷点橋」と命名されることが発表され[6]、2011年4月1日に開通した。

## 関連書籍
- 三浦綾子・三浦綾子記念文学館 編著『「氷点」を旅する』（2004年6月、北海道新聞社、ISBN 4-89453-304-9）

## 映画
- 1966年3月26日、大映から山本薩夫監督、水木洋子脚色で映画化。

### キャスト（1966年）
- 辻口夏枝：若尾文子
- 辻口陽子：安田道代（現：大楠道代）
- 辻口徹：山本圭
- 辻口啓造：船越英二
- 藤尾辰子：森光子
- 高木雄二郎：鈴木瑞穂
- 村井靖夫：成田三樹夫
- 北原邦雄：津川雅彦

## テレビドラマ

### 1966年
- 1月23日 - 4月17日、NETテレビで連続ドラマ化。白黒作品。全13話。放送時間（日本時間）は毎週日曜22:00 - 23:00。出演は新珠三千代、内藤洋子[注釈 2]、芦田伸介、市原悦子、田村高廣、北村和夫。特別出演で遠藤周作の出演もあった。

新珠三千代が養女・陽子いじめの悪女・夏枝を演じ演技派女優としての評価を高め、「嫌ですわ」。「困ります」は流行語となった。徹役を務めた岸田森が、この作品でTV本格デビュー。平均30%以上の視聴率を記録し、最終回の視聴率が42.7%（ビデオリサーチ・関東地区調べ）という大ヒット作となった。1960年代におけるNETテレビの最高視聴率でもある。北海道では北海道テレビ放送がまだ未開局（1966年当時の既存局は北海道放送と札幌テレビ放送の2局のみ）のため、キー局の放送時間帯とは異なる日曜日の昼過ぎの放送だったが、非常な人気を博し、その時間帯には目に見えて外出する人が少ないとさえ言われた。

#### キャスト
- 辻口夏枝：新珠三千代
- 辻口陽子：内藤洋子
- 辻口徹：岸田森
- 辻口啓三：芦田伸介
- 藤尾辰子：市原悦子
- 村井靖夫：田村高廣
- 高木：北村和夫
- 事務長：藤原釜足
- 北原：井上紀明
- アパート管理人：遠藤周作（特別出演）
- 下沢広之
- 吉田次昭
- 宮本信子
- 戸沢佑介
- 松山照夫
- 富永美沙子
- 加茂嘉久
- 二見忠男
- 小林昭二
- 八代駿
- 真屋順子
- 高田稔
- 塩沢とき
- 中真千子
- 伊藤孝雄
- 梅津栄
- 熊倉一雄
- 日恵野晃
- 斉藤真理
- 水谷実子
- 采野圭子

- 脚本：楠田芳子、音楽：山本直純、語り：芥川比呂志、演出：北代博、製作：東宝テレビ部およびNET。

- 宮城県では、1966年3月19日から6月11日まで東北放送で、土曜 15:00 - 16:00に放送された[9]。
- 福島県では、1966年5月7日から7月30日まで福島テレビで、土曜 14:00 - 15:00に放送された。また、同年7月19日から10月11日まで、火曜 22:00 - 23:00に再放送されている[10]。
- 石川県では、1966年4月2日から北陸放送で、土曜 15:46 - 16:46に放送された[11]。
- 静岡県では、1966年4月20日から静岡放送で、水曜 14:56 - 15:56に放送された。
- この作品は放送当時高価だった2インチVTRにて記録されていたが、全話のVTRがテレビ朝日に現存・保存されている。後にセルビデオとDVDボックスが発売された。
- テレビ朝日を代表する人気番組として幾度も再放送されている。1967年4月3日から6月までの毎週月曜13:45 - 14:45[12]を皮切りに、NETがテレビ朝日に社名変更した後の1977年10月3日から12月までの月曜 - 金曜 9:45 - 10:50にそれぞれ関東ローカル[13]、2006年11月8日を初日にCS・テレ朝チャンネルなど。特筆されるものとして、日本ルーテル・アワーの提供[14]で1970年10月3日より12月までの土曜 13:00 - 14:00にNETテレビ、北海道テレビ、福島中央テレビ[15]、中京テレビ、瀬戸内海放送にて5局同時ネットで放送された[注釈 3][注釈 4][16]。

### 1971年
- 1月4日 - 3月12日、TBS・「花王 愛の劇場」でドラマ化。本作以降すべてカラー作品。脚本は中井多津夫、音楽は土田啓四郎、監督は杉江敏男・野長瀬三摩地、プロデューサーは菅芳久、制作は東宝。出演は夏江：小山明子、啓造：安井昌二、陽子：西山恵子、村井：久保明、徹：池田秀一、高木：内田稔、北川陽一郎、伊藤めぐみ、渡辺澄子、小泉敦子、桶田奈保美。ナレーター：内藤武敏。映像は全話現存している。主題歌：ザ・ブルーベルシンガーズ[17]。
- 10月25日 - 1972年1月24日、前作の続編となる『続・氷点』がNET（現：テレビ朝日）系にてドラマ化（月曜22時の『ポーラ名作劇場』内）。出演は南田洋子、二谷英明、島田陽子、近藤正臣、細川俊之、田村亮、石橋正次、高橋昌也、草笛光子、音無美紀子。映像は現存していない。

### 1981年
- 3月30日 - 6月26日、毎日放送の昼ドラマ枠「妻そして女シリーズ」で放送。出演は野際陽子、近藤洋介、荻島眞一、加賀まりこ、飯塚雅弓、高原陽子。映像は現存していない。
- 4月9日、よみうりテレビの「木曜ゴールデンドラマ」として単発ドラマ放送。出演は紺野美沙子、三田佳子、中村敦夫、長門裕之、加藤純平、野川由美子、寺田農、石田純一。

### 1989年
4月6日・4月7日、テレビ朝日開局30周年記念ドラマとして、2夜連続で放送した。2023年1月26日と2月2日の2週にわたって、BS12のサスペンス傑作選として再放送した。

#### キャスト（1989年）
- 辻口夏枝 - いしだあゆみ
- 村井靖夫 - 世良公則
- 辻口徹 - 野村宏伸
- 辻口陽子 - 万里洋子
- 伐石土雄 - 坂口芳貞
- 新聞屋店主の妻 - 五月晴子（前編）
- 北原邦雄 - 高嶋政宏（後編）
- 藤尾辰子 - 泉ピン子【友情出演】
- 松崎由香 - 高橋ひとみ
- 新聞屋店主 - レオナルド熊（前編）
- 近所の商店主 - 高木ブー（後編）
- 邦雄の父 - 塚本信夫（後編）
- 恵子の息子 - 工藤正貴（後編）
- 高木雄一郞 - 上條恒彦
- 三井恵子 - 島田陽子（後編）【特別出演】
- 辻口啓造 - 津川雅彦
- ナレーション - 山本學
- 加賀谷純一（前編）、菊池かおり（前編）、西村淳二（前編）、中野慎（前編）、平田哲也、小川京子、井上彩、島智子（前編）、合田道人（前編）、新井量大（前編）、久保晶（前編）、北川智繪（前編）、鈴木みえ（前編）、真田栄子（前編）、尾留川郁子（前編）、甲高由紀子（前編）、新井直美（前編）、松井信子（後編）、工藤裕美（後編）、永井くみ子（後編）、谷崎尚之（後編）

#### スタッフ（1989年）
- 原作 - 三浦綾子『氷点』『続 氷点』
- 企画 - 久野浩平、関口恭司
- 脚本 - 井沢満
- 演出 - 大野木直之
- ナレーター - 山本學
- 音楽 - 福井峻
- プロデューサー - 北崎たか子、稲垣健司、財前定年
- 制作 - テレビ朝日、PDS

### 2001年
7月12日 - 9月20日、『氷点2001』としてテレビ朝日系列の木曜ドラマ枠で放送。陽子役（8代目）は末永遥をオーディションで選出。
舞台は現代の鎌倉に変更。アイテムも手紙の代わりに電子メールを使用する。

#### キャスト（2001年）
- 辻口夏枝：浅野ゆう子
- 辻口陽子：末永遥
- 辻口徹：鳥羽潤
- 藤尾辰子：戸田恵子
- 高木雄二郎：益岡徹
- 津川：神山繁
- 松崎由香子：高木りな
- 北川弘美
- 森脇英理子

- 村井靖夫：吉田栄作
- 辻口啓造：三浦友和

#### スタッフ（2001年）
- 脚本：中園ミホ（1・2話、3 - 10話は脚本協力）、相内美生（3・5 - 10話）、小野沢美暁（4、7話）
- 演出：阿部雄一（1・2・5・10話)、今井和久（第3・4・6・7・9話）、植田尚（8話）
- 音楽：羽毛田丈史
- 主題歌：鬼束ちひろ「infection」
- 技術協力：バル・エンタープライズ
- スタジオ：砧スタジオ
- プロデューサー：杉山登（テレビ朝日）、志村彰、次屋尚（MMJ）
- 制作：テレビ朝日、MMJ

#### サブタイトル（2001年）
| 各話                                                      | 放送日        | サブタイトル                 | 脚本                | 演出     | 視聴率 |
| --------------------------------------------------------- | ------------- | ---------------------------- | ------------------- | -------- | ------ |
| 第1話                                                     | 2001年7月12日 | 娘、陽子を私は憎んでいる!!   | 中園ミホ            | 阿部雄一 | 10.8%  |
| 第2話                                                     | 2001年7月19日 | 娘をいじめ始める母           | 中園ミホ            | 阿部雄一 | 9.5%   |
| 第3話                                                     | 2001年8月2日  | 殺意                         | 相内美生            | 今井和久 | 8.5%   |
| 第4話                                                     | 2001年8月9日  | 15年間育ててくれてありがとう | 小野沢美暁          | 今井和久 | 8.4%   |
| 第5話                                                     | 2001年8月16日 | 母の浴衣が着たかった…        | 相内美生            | 阿部雄一 | 8.2%   |
| 第6話                                                     | 2001年8月23日 | お兄ちゃんに抱きしめられた夜 | 相内美生            | 今井和久 | 9.5%   |
| 第7話                                                     | 2001年8月30日 | 涙をみせない怖い少女         | 相内美生 小野沢美暁 | 今井和久 | 10.6%  |
| 第8話                                                     | 2001年9月6日  | そんなにあの子が大切ですか   | 相内美生            | 植田尚   | 9.7%   |
| 第9話                                                     | 2001年9月13日 | 涙の遺言                     | 相内美生            | 今井和久 | 10.1%  |
| 最終話                                                    | 2001年9月20日 | お願い、死なないで           | 相内美生            | 阿部雄一 | 11.9%  |
| 平均視聴率9.7% （視聴率は関東地区・ビデオリサーチ社調べ） |               |                              |                     |          |        |

※ 7月26日は『世界水泳福岡』中継のため休止。

#### 放送局
テレビ朝日、北海道テレビ放送、青森朝日放送、岩手朝日テレビ、東日本放送、秋田朝日放送、山形テレビ、福島放送、新潟テレビ21、北陸朝日放送、福井放送（日本テレビ系とのクロスネット・時差ネット）、長野朝日放送、山梨放送（日本テレビ系・時差ネット）、静岡朝日テレビ、名古屋テレビ放送、朝日放送、山陰放送（TBS系・時差ネット）、瀬戸内海放送、広島ホームテレビ、山口朝日放送、四国放送（日本テレビ系・時差ネット）、愛媛朝日テレビ、高知放送（日本テレビ系・時差ネット）、九州朝日放送、長崎文化放送、熊本朝日放送、大分朝日放送、鹿児島放送、琉球朝日放送、KIKU-TV（アメリカ・ハワイ州。2008年。全編英語字幕付）

### 2006年
テレビ朝日系列でスペシャルドラマとして11月25日・11月26日放送。主役の陽子役（9代目）に石原さとみ。徹役に手越祐也（NEWS）。前編が「氷点」、後編が「続・氷点」の内容。基本は原作に沿っているものの高木と村井が従兄弟関係ではなく、辰子が夏枝の親友ではなく従姉になっている。家政婦の次子は登場しない。洞爺丸事故のエピソードがすべてカットされていたりとほかにも改変がみられる。

#### キャスト（2006年）
- 辻口陽子：石原さとみ
- 辻口夏枝：飯島直子
- 島田辰子：岸本加世子
- 辻口徹：手越祐也（NEWS）
- 村井靖夫：北村一輝
- 松崎由香子：本上まなみ
- 北原壮太：窪塚俊介
- 三井達哉：中尾明慶
- 相沢順子：貫地谷しほり
- 加納由美：安田美沙子
- 三井恵子：賀来千香子
- 和田刑事：小野武彦
- 佐石土雄：吹越満
- 辻口ルリ子：永井穂花
- 辻口徹（少年期）：十川史也
- 辻口陽子（少女期）：森迫永依
- 辻口陽子（老年期）：竹下景子
- 北原壮太（老年期）：津川雅彦（1966年大映版に北原役で出演）
- 高木裕介：陣内孝則
- 辻口啓造：仲村トオル
- 北雪牛乳販売店 店主：木村祐一（前編）[18]
- 北雪牛乳販売店 店員：大島蓉子（前編）[19]

#### スタッフ（2006年）
- 脚本：野依美幸
- 音楽：アンドレ・ギャニオン
- 主題歌：元ちとせ「六花譚（ロッカバラード）」
- 制作統括：早河洋
- チーフプロデューサー：五十嵐文郎（テレビ朝日）
- プロデューサー：内山聖子（テレビ朝日）、梶野祐司（ホリプロ）
- 協力プロデューサー：牧義寛（シネハウス）
- 監督：藤田明二（テレビ朝日）
- 制作協力：ホリプロ、シネハウス
- 制作：テレビ朝日

#### サブタイトル（2006年）
| 各話 | 放送日         | 視聴率 |
| ---- | -------------- | ------ |
| 前編 | 2006年11月25日 | 12.6%  |
| 後編 | 2006年11月26日 | 17.3%  |

## 海外でのリメイク

### 台湾の映画版（1966年）
- 1966年、台湾で映画化。（原題：冰點）出演：歐威（中国語版）（啓造）、金玫（中国語版）（陽子）、柯俊雄（中国語版）（靖夫）

### 韓国の映画版（1967年）
- 1967年6月15日公開、韓国で映画化（原題：氷点[20]〈빙점、ピンチョム〉）。監督：キム・スヨン（金洙容）。出演：キム・ジンギュ（金振奎）、キム・ジミ（金芝美）、ナム・ジョンイム（南貞姙）。

### 韓国の映画版（1981年）
- 1981年4月18日公開、韓国で映画化（原題：氷点[21]〈빙점 81、ピンチョム パルシビル〉）。監督：コ・ヨンナム（高榮男）。出演：ファジャ役キム・ヨンエ、ソン・ソンミン役ナムグン・ウォン、ヤンジャ（陽子）役ウォン・ミギョン、ヨンハ役イ・ヨンハ、パク・トンウォン役ハン・ジニ、幼いヤンジャ（陽子）役ユン・ユソン、チヘ役パク・ウォンスク[22]。

### 台湾版
- 1988年、台湾・中華電視公司（華視）で連続ドラマ化（原題：冰點、ビンディエン）。役名が全員中国語に（たとえば、辻口が頼に）。

#### キャスト（台湾1988年）
- 賴祖浩（ライ・ズハォ）：張復建（ジャン・フージェン）
- 夏夢蓮（シャ・メンリェン）：谷音（グー・イン）
- 林哲安（リン・ジェアン）：林在培（リン・ザイペイ）
- 呉思漢（ウー・スーハン）：徐乃麟（スー・ナイリン）
- 賴陽芷（ライ・ヤンジー）：傅娟（フー・ジュエン）
- 賴維剛（ライ・ウェイガン）：湯志偉（トン・ジウェイ）
- 高懐遠（ガォ・ファイウァン）：金超群（ジン・チァオチュン）
- 湯慕雲（タン・ムウン）：涂善妮（サンニー・トゥ）
- 王瑞琦（ワン・ルェチ）：劉若幼（リュ・ルォヨー）
- 老黄（ラォファン）：常楓（チャンフォン）
- 牧師：安鴨
- 夏文伯（シャ・ウェンボー）：楊端孫（ヤン・ドゥアンスェン）
- 小剛（シャオガン）：王昱今（ワン・ユージン）
- 小麗（シャオリー）：林家珍（リン・ジャジェン）
- 阿彩（アチァイ）：小茜（シャオチェン）
- 呉（ウー）大夫：劉松麗（リュ・ソンリー）
- 于文達（ユー・ウェンダー）：劉越遜（リュ・ユェシュ）
- 老呉（ラォウー）：應志偉（イン・ジウェイ）
- 陸一龍（ルー・イーロン）
- 鄒林林（ジュオ・リンリン）
- 李麗鳳（リー・リーフォン）
- 馬恵珍（マー・フェジェン）

#### スタッフ（台湾1988年）
- 原作：三浦綾子
- 脚本：汪碧君（ワン・ビージュン）
- 演出：董今狐（ドン・ジンフー）、王翰（ワン・ハン）
- オープニング曲：林娟（リン・ジュエン）「冰點」
- エンディング曲：王海玲（ワン・ハイリン）「愛一直充滿我的心（アイイーズーチュンマンウォドゥシン）」

### KBSのテレビドラマ版
- 1990年、韓国・KBSで連続ドラマ化（原題：빙점）。役名が全員韓国語に。KBS2TVで1990年1月3日から1990年2月22日まで毎週水と木の夜21時50分に放映されたドラマである。

#### キャスト (KBS)
- イム・ドンジン
- キム・ヨンエ：ソ・ヒェヨン 役
- チョン・ドンファン
- ジョン・ムソン
- ソン・チャンミン
- イ・ミヨン
- ソヌ・ジェドク
- バク・ヒェスク
- イム・イェジン
- イ・ミヌ（兄）
- イ・ジェウン（妹）

#### スタッフ (KBS)
- 原作：三浦綾子
- 脚本：イ・グムリム
- 演出：キム・ジョンシク

### MBCのテレビドラマ版
韓国・MBCで連続ドラマ化（原題：빙점）。役名が全員韓国語に。2004年10月4日から2005年1月8日まで放映されたMBC朝ドラマで放映された、全89話。

#### 登場人物 (MBC)
ハ・ユニ
演 - チェ・スジ
チェ・テフン院長の妻。
チェ・テフン
演 - ソヌ・ジェドク
総合病院の院長で神経外科の専門医。
チョ・ドヨン
演 - ユ・テウン
テフンの病院の精神科科長。
キム・ソンスク
演 - キム・ヒョンジョン
テフンの病院の看護師。
ヤン・ヒギョン
演 - ユン・ユソン
ユニの親友。
ノ・グァンチュン
演 - メン・サンフン
テフンと大学の同期で親友。
イム・ギョンチュン
演 - チョン・ヘソン
テフンの母。病院の理事。
ハン・ドンウク
演 - シン・グィシク
ユニの父。医科大学の名誉教授。

#### スタッフ (MBC)
- 原作：三浦綾子[24]
- 脚本：キム・スノク[24]
- 演出：カン・ビョンムン[24]
- 企画：チョン・イン[24]
- 制作：MBCプロダクション